# 韋爾蒂伊夫卡 (博霍杜希夫區)
50°1′51″N 35°46′12″E / 50.03083°N 35.77000°E
韋爾蒂伊夫卡（烏克蘭語：Вертіївка）是位於烏克蘭東部的村莊，由哈爾科夫州博霍杜希夫區的博霍杜希夫市鎮負責管轄。該村處於克里沃羅蒂夫卡河畔，始建於1722年，面積1.49平方公里，海拔高度149米，2001年人口134。